# Tamango
Tamango – nowela autorstwa Prospera Mériméego, opublikowana po raz pierwszy w 1829 roku.

## Treść
Tamango wódz senegalskiego  plemienia trudni się chwytaniem swych pobratymców i ich sprzedażą europejskim kupcom w zamian za alkohol i broń. Jego kontrahentem jest kapitan Ledoux, były żołnierz spod Trafalgaru, gdzie stracił rękę, który wyruszył w swój ostatni rejs po czarny heban. Pijany Tamango sprzedaje kapitanowi własną żonę Aiszę. Gdy to sobie następnego dnia uświadamia wyrusza lądem w pogoń za statkiem. Kapitan nie tylko nie chce oddać mu żony, ale podstępem rozbraja go i zakuwa w kajdany, by sprzedać go z dużym zyskiem w Ameryce. Tamango podburza uwięzionych współbraci, wznieca bunt, który kończy się masakrą załogi statku. Wbrew wcześniejszym zapewnieniom Tamango nie potrafi jednak pokierować statkiem. W wyniku jego manewrów okręt traci maszty. Po wyczerpaniu zapasów ludzie zaczynają umierać. Za radą Tamanga pozostali przy życiu próbują odpłynąć szalupami. Łódź z Tamangiem tonie, a jemu samemu z żoną udaje się powrócić na statek. Wkrótce Aisza również umiera. Wycieńczonego Tamanga ratuje załoga angielskiego statku. Jako rozbitek trafia do Kingston na Jamajce. Gubernator uniewinnia go uznając, że walczył w swojej obronie, przy tym przeciw Francuzom. Dostaje rządową posadę. Z nikim nie rozmawia, za to pije bez miary. Umiera w szpitalu na zapalenie płuc. 